# KandaNewsNetwork
KandaNewsNetworkは、神田敏晶が設立したインターネット個人放送局。

## 沿革
1995年1月1日、神田敏晶が1991年に発刊した関西のMacintosh生活情報誌「Mac Press」を発刊する株式会社サクレアソシエイツから独立して、神戸市兵庫区の自宅の酒屋倉庫でメディア事業を創業。同年1月17日、創業から17日後に阪神・淡路大震災により半壊ながらも電子メールで被災情報を配信。なお、メール経由でインターネット上に提供。1999年10月12日、米国シリコンバレーにて法人化し、「KandaNewsNetwork,Inc.」となる。カリフォルニア州サンノゼ市インターナショナルビジネスインキュベーター"BusinessCafe"に参加、全米テレビ放送連盟に加盟。ただし、翌年のネットバブル崩壊とともに帰国。2001年4月1日、東京都渋谷区大山町で日本事務所を登記。ドル建ての資本を日本円（資本金400万円）とした外資系企業を設立。登記簿名は「有限会社カンダニュースネットワーク」。2003年3月、キューティービーと共同で電動二輪車セグウェイ事業部を開始。日本でセグウェイレンタルビジネスを展開。2004年10月、コンサルティング事業部事務所を渋谷区宇田川町に開設。2008年7月、事務所を湘南に移転。2010年7月、事務所を中目黒に移転。